# Pallasso

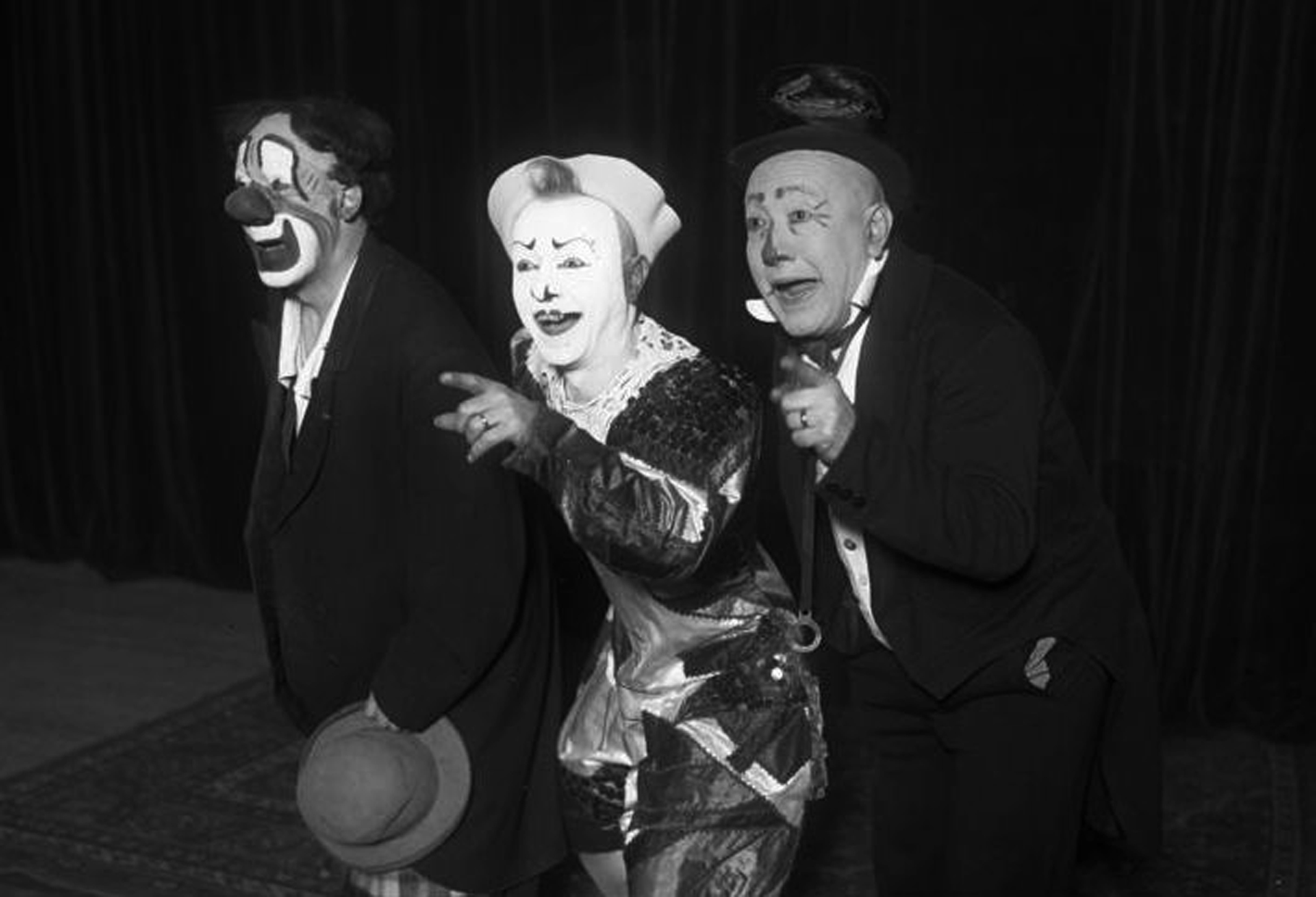
Els Fratellini

Un pallasso és un actor que es dedica a fer riure els altres mitjançant bromes i acudits. Podem distingir-ne diversos tipus segons el rol que incorporen: el clown (el cara blanca, o el llest). L'august (el pallús), el contraaugust, l'excèntric... És diferent del còmic humorista, que basa el riure en els jocs verbals, ja que el pallasso està associat a un aspecte extravagant, ple de colors i exageracions, i les seves actuacions inclouen gestos, interaccions amb el públic i referències al circ.
El pallasso prototípic porta la cara plena de maquillatge de colors, destacant el blanc per fer visible les seves expressions de ben lluny estant, amb un gran nas vermell a joc amb els sabatots. De vegades duu perruca, un gran somriure dibuixat i la roba plena de pedaços i butxaques, d'on treu artefactes per divertir la gent, especialment els nens. Com a habilitats complementàries, sol saber tocar un instrument (com el saxòfon alt, majorment, amb un so peculiar molt allunyat del jazzístic), fer figures amb globus, fer equilibris i torsions...
L'humor del pallasso és l'anomenat blanc, basat en caigudes, en acudits senzills i en el mim. El seu origen històric està en el clown o graciós del teatre i els bufons medievals. Com a especialitat, té els seus orígens en la comèdia de l'art; i les arrels, en les comèdies gregues.

## Història
Els pallassos ja formaven part de la cort de faraó durant la Dinastia V d'Egipte, l'any 2500 a. C. Es va convertir en un ofici a la Xina quan a través de carpes i caravanes formaven part de la cort dels reis i de l'entreteniment social al segle II a. C. Al mateix temps, a Grècia i posteriorment a Roma, apareixen a les comèdies atel·lanes com a tradició que forma part d'una obra teatral. A Mèxic es diu que quan Hernán Cortés va conèixer Moctezuma, dins de la seva cort existien nans i geperuts bufons semblants als europeus. A diferència de bufons de la cort, els pallassos han complert tradicionalment una funció socioreligiosa i psicològica, i tradicionalment els papers de sacerdot i pallasso han estat exercits per les mateixes persones. Peter Berger escriu: "Sembla plausible que la bogeria i els ximples, com la religió i la màgia, satisfacin algunes necessitats profundament arrelades en la societat humana". Per aquesta raó, el clown sol considerar-se una part important de la formació com a disciplina d'actuació física, en part perquè es poden tractar temes espinosos, però també perquè requereix un alt nivell de risc i joc en l'intèrpret.
En antropologia, el terme pallasso s'ha estès a personatges comparables de bufons o ximples en cultures no occidentals. Una societat en què aquests pallassos tenen una posició important es denomina societat de pallassos, i un personatge de pallasso que participa en una capacitat religiosa o ritual es coneix com a pallasso ritual.
A la mitologia dels nadius americans, l'Arlequí canalitza l'esperit del Coyote i es converteix en un personatge sagrat del Pallasso. Un Heyoka és un individu en les cultures natives que viu fora de les limitacions dels rols culturals normals, exercint el paper d'un pallasso al revés fent-ho tot al revés. El paper d'Heyoka és de vegades millor executat per un Winkte.
Moltes tribus natives tenen una història de pallassos. El mètode de clown canadenc desenvolupat per Richard Pochinko i fomentat per la seva antiga aprenenta, Sue Morrison, combina tècniques de clown europees i natives americanes. En aquesta tradició, les màscares es fan d'argila mentre el creador té els ulls tancats. Es fa una màscara per a cada direcció de la roda medicinal. Durant aquest procés, el pallasso crea una mitologia personal que explora les experiències personals.
"Grimaldi va ser el primer ancestre reconeixible del pallasso modern, una mena d'Homo erectus de l'evolució del pallasso. Abans d'ell, un pallasso podia portar maquillatge, però en general era només una mica de coloret a les galtes per augmentar la sensació de que eren florits, borratxos divertits o rústics palets... Grimaldi, però, es vestia amb vestits estranys i colorits, amb la cara pintada de blanc, amb taques de vermell brillant a les galtes i rematada amb una cresta blava.Era un mestre de la comèdia física -saltava a l'aire, es posava de cap, lluitava contra si mateix en hilarants cops de puny que feien rodar el públic pels passadissos-, així com de la sàtira, que ridiculitzava les absurdes modes de l'època, de les imitacions còmiques i de les cançons pujades de to".
Ocuparen una part important de la vida europea a partir del segle xvi, quan servien d'entreteniment als reis, encara que no passaven tot el temps dins dels castells i palaus; quan no estaven servint les seves majestats, acudien a cantines i tavernes per mofar-se de la societat, a més que en sarcàstics acudits comptaven secrets dels cortesans.
Els pallassos moderns estan fortament associats a la tradició del pallasso de circ, que es va desenvolupar a partir d'anteriors papers còmics en espectacles de teatre o Varieté durant el segle XIX i mitjans del XX. Aquest personatge reconeixible presenta vestits extravagants, maquillatge distintiu, perruques acolorides, calçat exagerat i roba vistosa, amb l'estil generalment dissenyat per entretenir grans audiències.
El primer paper de pallasso convencional va ser interpretat per Joseph Grimaldi (que també va crear el tradicional disseny de maquillatge de cara blanca). A principis del segle XIX, va ampliar el paper de pallasso a l'arlequinada que formava part de les pantomimes britàniques, especialment al Theatre Royal, Drury Lane i als teatres Sadler's Wells i Covent Garden. Va arribar a dominar tant l'escenari còmic londinenc que els pallassos arlequinats van passar a ser coneguts com "Joey", i tant el sobrenom com el disseny de maquillatge de cara blanca de Grimaldi segueixen sent utilitzats per altres pallassos.
Van exercir diferents papers a la història, ja que si bé en algun moment van estar a la cort dels reis, a partir del segle XVIII van ser l'entreteniment en actes intermedis de circs o espectacles de teatres de revistes, i van arribar a considerar-se l'ànima del circ tradicional; ja a finals del segle xx van aparèixer noves formes, com els pallassos de creuer o de carrer, o les manyagues parisenques.
La comèdia que fan els pallassos sol consistir en el paper d'un ximple les accions i tasques quotidianes del qual es converteixen en extraordinàries, i per a qui el ridícul, per un moment, es converteix en ordinari. Aquest estil de comèdia té una llarga història a molts països i cultures de tot el món. Alguns escriptors han argumentat que, a causa de l'ús generalitzat d'aquest tipus de comèdia i de la seva llarga història, és una necessitat que forma part de la condició humana.

## Origen
Hi ha informes de figures semblants al clown contemporani des del 2500 aC, a l'antic Egipte. Es troben diverses altres referències, com ara a Roma, Grècia, Xina i fins i tot en civilitzacions americanes, com els asteques. Podem trobar referències a l'art de fer riure fa quatre mil anys. Nombroses vegades aquest personatge va adquirir importants papers socials, sovint al costat del rei o de l'emperador.
El personatge del pallasso es va desenvolupar a partir dels zanni ximple rústic de la commedia dell'arte moderna primerenca, que al seu torn es basaven directament en els personatges de ximple rústic del Teatre de l'antiga Grècia i el Teatre romà. Els personatges de bufó rústic en el teatre grec clàssic eren coneguts com a sklêro-paiktês (de paizein: jugar (com un nen)) o deikeliktas, a més d'altres termes genèrics per a rústic o camperol. Al teatre romà, un terme per designar el pallasso era fossor, literalment cavador; peó.
Joseph Grimaldi com a "Joey" el pallasso, c. 1810
La paraula anglesa clown va ser registrada per primera vegada cap a 1560 (com clowne, cloyne) amb el significat genèric de rústic, groller, camperol. L'origen de la paraula és incert, potser d'una paraula escandinava relacionada amb maldestre.Islandès.

## Circs moderns

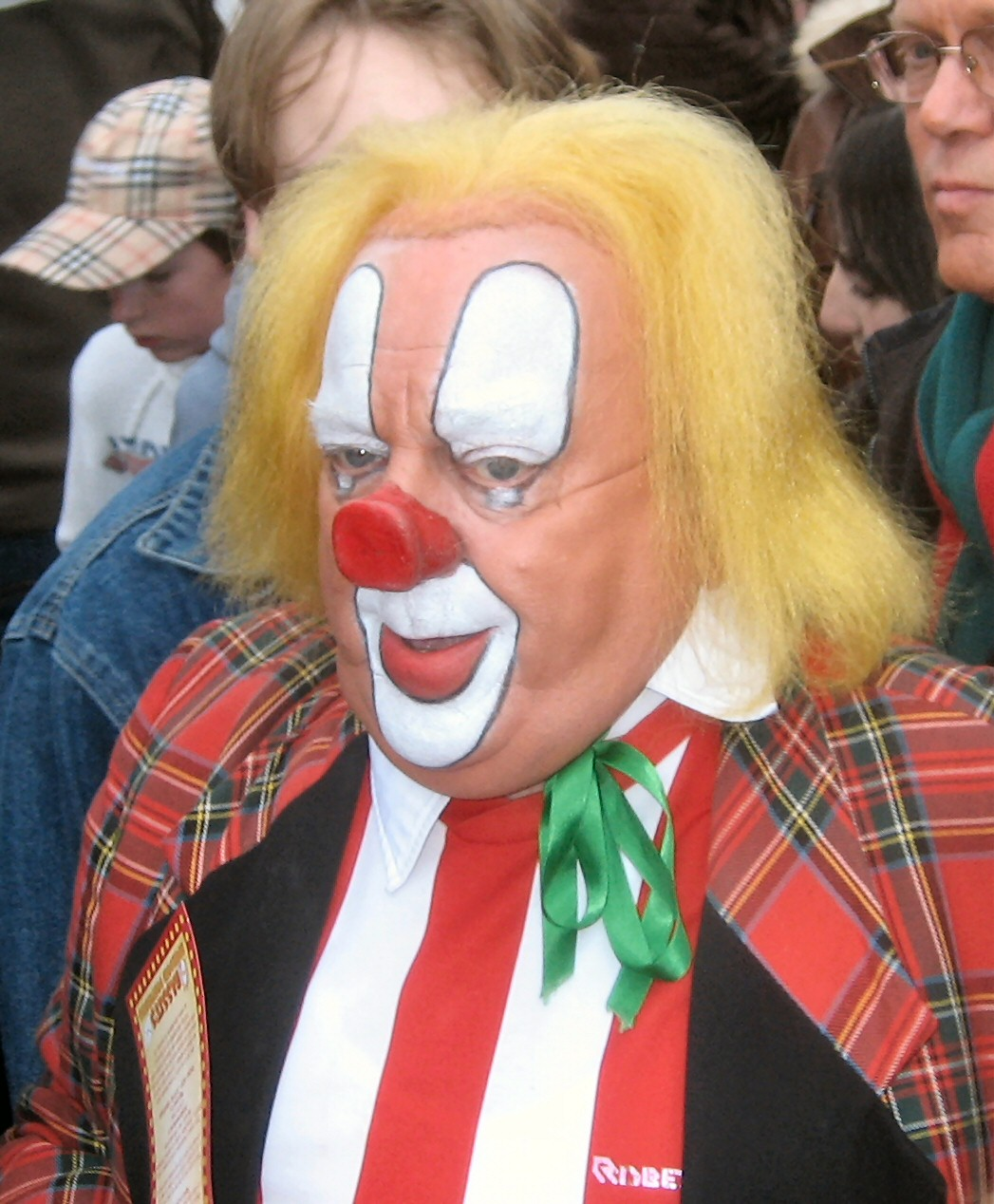
August

El pallasso de circ es va desenvolupar al segle XIX. El circ modern deriva de l'escola d'equitació londinenca de Philip Astley, inaugurada el 1768. Astley va afegir un pallasso als seus espectacles per divertir els espectadors entre les seqüències eqüestres. El comediant nord-americà George L. Fox es va fer conegut pel seu paper de pallasso, directament inspirat en Grimaldi, a la dècada de 1860. Tom Belling sènior (1843-1900) va desenvolupar el personatge del pallasso vermell o Auguste (Dummer August) cap a 1870, actuant com a complement del més sofisticat pallasso blanc. Belling va treballar per al Circ Renz de Viena. El vestit de Belling es va convertir en la plantilla del personatge modern de pallasso de circ o infantil, basat en un personatge de classe baixa o rodamón, amb nas vermell, maquillatge blanc al voltant dels ulls i la boca, i roba i sabates massa grans. El personatge del pallasso, tal com es va desenvolupar a finals del segle XIX, es reflecteix a l'òpera de Ruggero Leoncavallo de 1892 Pagliacci (Pallassos). El personatge d'Auguste de Belling es va popularitzar encara més amb Coco de Nicolai Poliakoff a les dècades de 1920 a 1930.
La paraula anglesa clown va ser presa, juntament amb l'acte circense dels pallassos, per molts altres idiomes, com el francès clown, el rus (i altres llengües eslaves) кло́ун, el grec κλόουν, el danès/noruec klovn, el romanès clovn, etc.
L'italià conserva Pagliaccio, un personatge de la Commedia dell'arte zanni, (de paglia, la paraula per a palla (pel vestit de palla del personatge del bufó rústic), o de bajaccio "burló, mofador"), i es troben derivacions del terme italià en altres llengües romàniques, com el francès Paillasse, l'espanyol pallasso, el català/gallec pallasso, el portuguès palhaço, el grec παλιάτσος, el turc palyaço, l'alemany Pajass (via francès) Yiddish פּאַיאַ rus пая́ц, romanès paiață.

## La comèdia de pallassos

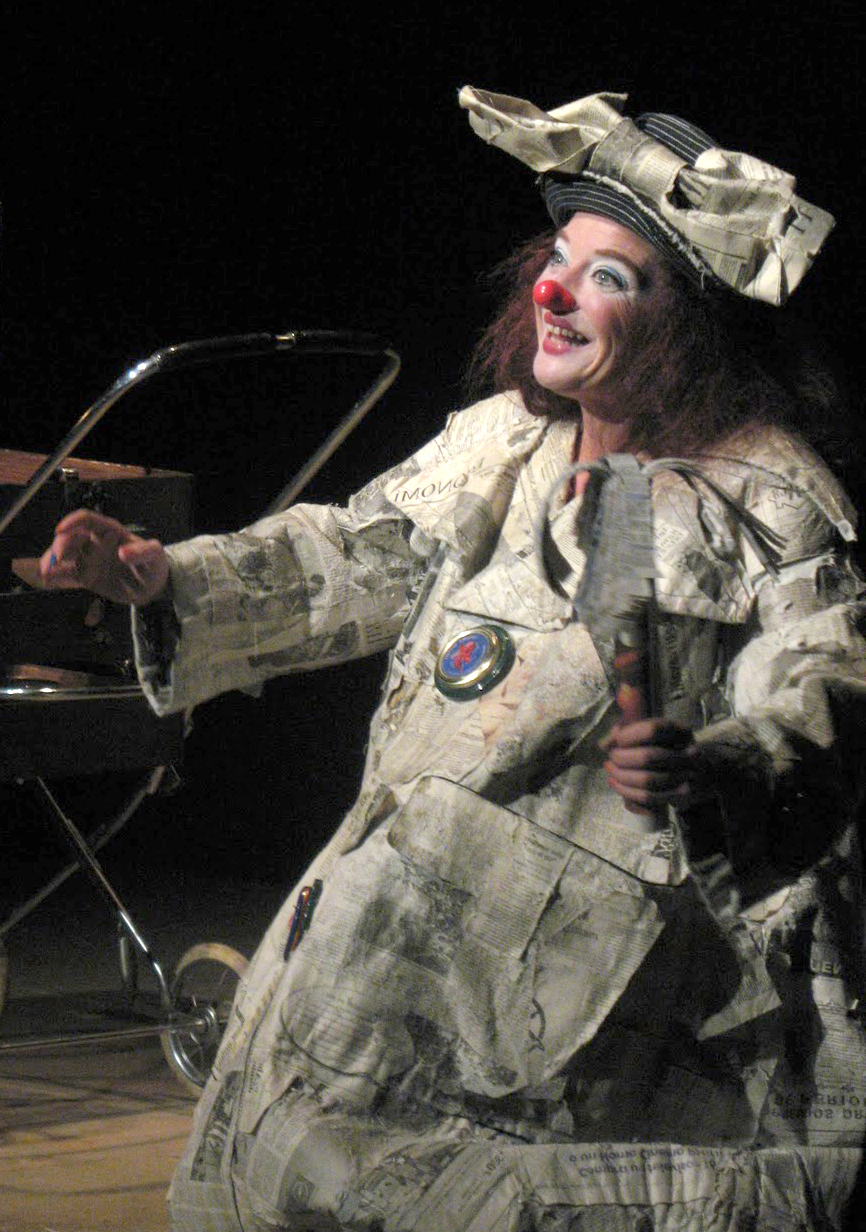
La pallassa Pepa Plana

Després de la dècada de 1890, els pallassos acrobàtics també es van convertir en pallassos parlants. Foottit i Chocolat, “el duet de pallassos més famós de la belle époque”, van inventar la comèdia de pallassos. Sense deixar de banda el repertori dels seus predecessors, ja no es conformen amb la parodia dels actes de circ que els van precedir, també busquen els seus personatges a la vida social. Amo blanc i criat negre, reprodueixen la violència de les relacions socials i racials. També s'inspiren en el mimodrama i el transformisme, com en la paròdia de Cleòpatra interpretada per Foottit el 1890 imitant Sarah Bernhardt. Amb ells, el joc del pallasso s'acosta més al joc de l'actor, però un actor sense psicologia que, com diu Pierre Étaix, "només existeix en el temps en què actua" i del qual Henry Miller diu que és un "poeta en acció". ”
A partir de la dècada de 1920, els Fratellini van reinventar aquest gènere de clown. Tots tres formen una autèntica petita comparsa i les seves entrades, cada cop ocupant més espai a l'espectacle a mesura que es fan famoses, són gairebé comèdies curtes. Tristan Rémy a la seva obra Els pallassos, que és una autoritat en el tema, escriu que concentren en ells mateixos els tres aspectes essencials de la comèdia de pallassos: “François, el pallasso, última encarnació de la fantasia a l'estil llatí; Pau, l'agost, un tipus d'origen germànic, que, afrancesat, ha pujat vessant des del seu avantpassat el nuvi maldestre i a qui la dignitat torna èmfasi i responsabilitat; i finalment, Albert, el clown, refugi de les supremes exageracions de la pantomima anglesa.”
Tots els clowns que treballaran en companyies després d'ells, com el Teatre Licedei a Rússia, el Macloma i el Nouveaux Nez a França, els Colombaioni a Itàlia, Bolek Polivka a la República Txeca els estaran en deute per haver fet evolucionar aquest gènere.

## Pallassos cèlebres
- Tom Belling
- Els Fratellini
- Tortell Poltrona
- Charlie Rivel
- Hermanos Tonetti
- Payaso Chacovachi
- Jango Edwards
- Pepa Plana
- Leo Bassi
- Gaby, Fofó i Miliki
- Monti & Cia
- El BioCòmic
- Marcel Gros
- Claret Papiol